# Felix Taggaro
Felix Taggaro, gespeeld door acteur Michael Copon, is een personage uit de televisieserie One Tree Hill.

## Seizoen 2
De kijker ontmoet Felix voor het eerst wanneer hij naakt in het zwembad van Brooke Davis zwemt. Brooke ziet hem aan voor een buitenlandse schoonmaker, maar treft hem later die dag opnieuw aan op school. Ze kunnen eerst niet goed met elkaar opschieten, maar krijgen al snel een fysieke relatie. Hij wordt ook bevriend met Mouth McFadden, wie hij gebruikt als hij beseft dat hij werkelijk verliefd is geworden op Brooke. Ze worden niet veel later een koppel.
Hij heeft een beschermende houding tegenover zijn zus Anna Taggaro. Wanneer blijkt dat ze zijn verhuisd door geruchten dat Anna lesbisch zou zijn, lijken ze opnieuw op te duiken. Felix, die bang is dat ze opnieuw moeten verhuizen, spuit met graffiti de tekst "Dyke" (ander woord voor lesbienne in het Engels) op Peyton Sawyers kluisje, zodat Peyton de beschuldigingen krijgt en Anna "vrijuit" gaat. Wanneer Anna dit ontdekt, vertelt ze dit door. Brooke dumpt Felix en Felix wordt naar de militaire academie gestuurd.